# Jessica Fiorentino
Jessica Fiorentino, née en 16 septembre 1979, est une actrice pornographique tchèque .

## Filmographie
Films érotiques
- 2001 : Residence - I peccati di mia moglie : Monica
- 2001 : Il nonno : Barbara
- 2001 : Vapori bollenti : Caterina
- 2001 : La preda : Nancy
- 2002 : Sapore di sale e miele : Veronica
- 2002 : Fiore di carne : Giovanna
- 2003 : Semen Sippers : Jessica
- 2003 : S.O.S. - Voglie immorali : Gloria
- 2003 : Pirate Fetish Machine 10: The Wild Circle : Darvulia
- 2004 : La memoria de los peces : María
- 2004 : Amore fraterno - Due sorelle a confronto...
- 2005 : Euro Sex Parties (série télévisée)
- 2005 : Plume perverse (téléfilm)
- 2007 : Madame le PDG (téléfilm)
- 2007 : French conneXion (téléfilm) : the Body
- 2007 : La Libertine
- 2008 : Alle Italiane piace negro fondente
- 2011 : Mademoiselle de Paris
- 2012 : Fantasmes 4: Bourgeoises & Lesbiennes

Films pornographiques
- 2000 : Prenez ma femme je mate
- 2000 : Onora il padre
- 2000 : Please 9: Sex Warz
- 2000 : Euro Angels 22: Awesome Asses!
- 2000 : Killer Pussy 2
- 2000 : 2'fers 5
- 2000 : Seis culos vírgenes en las garras de Max
- 2001 : Pickup Babes 2
- 2001 : La lunga notte di Cristina
- 2001 : Casino
- 2001 : Private Penthouse Movies: The Last Muse
- 2001 : Bambola
- 2001 : My Anal Adventures
- 2001 : Rocco Ravishes Prague 4
- 2001 : Private Penthouse Movies: Too Many Women for a Man
- 2001 : Desiderio mortale
- 2001 : Private XXX 13: Sexual Heat
- 2001 : Prague by Night 2
- 2001 : Luciano's Lucky Ladies 5
- 2001 : Dirty Little Cocksuckers 7
- 2001 : Cock Smokers 29: Czech Mates
- 2001 : Blowjob Adventures of Dr. Fellatio 38
- 2001 : Ass Quest #2
- 2002 : Un gioco pericoloso
- 2002 : Tessie
- 2002 : Suor Ubalda
- 2002 : Segretario a tempo pieno
- 2002 : Private Gold 51: Living in Sin
- 2002 : Parrucchiere di provincia
- 2002 : È nata una stella
- 2002 : C'era una volta al Grand Hotel
- 2002 : C'era una volta al Grand Hotel 2
- 2002 : Dirty Carnival
- 2002 : Les 24 heures du gland
- 2002 : 18 Filles pour Gabriel Zero
- 2003 : Una vita in vendita
- 2003 : Sport Fucking 2
- 2003 : Rosalia Catanese
- 2003 : Riviera Heat Part 2
- 2003 : Paris Pigalle Boulevard du Vice
- 2003 : Orgy World 6
- 2003 : Leg Affair 2
- 2003 : La colpa
- 2003 : Jessica - L'ultimo orgasmo
- 2003 : Hustler: Anal Intensive 8
- 2003 : Grand Theft Anal 3
- 2003 : Girls on Girls
- 2003 : Epic Global Orgies
- 2003 : Deep in Cream 3
- 2003 : Il cervello tra le gambe
- 2003 : Hardest Scenes
- 2003 : Private Sports 5: Surf Fuckers
- 2003 : Anal Expedition 2
- 2003 : School Girls 1
- 2003 : Manhammer 1
- 2003 : Double Penetrated White Girls 2
- 2003 : Assume the Position
- 2004 : Tits and Ass 6
- 2004 : Strip Tease Then Fuck 4
- 2004 : Sex Tails 1
- 2004 : Sexe & internet
- 2004 : Sex Connection
- 2004 : Private Reality No. 26: Wet 'n Horny Bitches
- 2004 : Out Numbered 2
- 2004 : Le 3 porche preferite dagli italiani
- 2004 : Intrigo
- 2004 : Golosità anale
- 2004 : Girl + Girl No. 6
- 2004 : Gang Bang Darlings 2: Cocks Aplenty
- 2004 : Elastic Assholes 2
- 2004 : Double Parked 10: Lot Full
- 2004 : Day Dreams
- 2004 : Cumstains 3
- 2004 : Cum Guzzlers 1
- 2004 : Attraction
- 2004 : Asswhole
- 2004 : La rapina
- 2004 : Sluts in the Sun
- 2004 : Euro Angels Hardball 23: Double Anal Mania
- 2004 : Euro Angels Hardball 24
- 2004 : Innocenza violata
- 2004 : Beautiful Girls 16
- 2004 : Euro Domination 2
- 2004 : Slam It! In Every Hole
- 2005 : Spunk'd 3
- 2005 : Spunk'd 2
- 2005 : Private Movies 14: Sex & Revenge 2
- 2005 : Private Movies 13: Sex & Revenge
- 2005 : Fresh Meat 19
- 2005 : European Hotel Confessions
- 2005 : Camel Hoe's 3
- 2005 : Bolero
- 2005 : Blonde: Pornochic 7
- 2005 : Apple Bottomz
- 2005 : Bottoms Up
- 2005 : Lost Pleasure
- 2005 : Il Dio Denaro
- 2005 : The Voyeur 30
- 2005 : Private Movies 16: Art Core
- 2005 : Hot Assphalt
- 2005 : The Private Story of Monika Sweetheart
- 2005 : Russian Institute: Lesson 5
- 2005 : Private XXX 23: Fuck My Ass
- 2005 : Jessica: Pornochic 8
- 2006 : Private Sports 8: Private Dive
- 2006 : PornHardArt: Colour Nights
- 2006 : Only for U
- 2006 : North Pole #64
- 2006 : NightZone
- 2006 : La chasse
- 2006 : It Takes 3 to DP
- 2006 : Il sogno di una vita
- 2006 : Rim My Gape
- 2006 : Private X-treme 25: Sluts -R- Us
- 2006 : How's That Big Cock Gonna Fit in My Ass?
- 2007 : Yasmine à la prison de femmes
- 2007 : Too Much Is Never Enough 2
- 2007 : Hair Force One 2
- 2007 : DP MILFs
- 2007 : Case chiuse
- 2007 : Cream Crime 2
- 2009 : The Art of the Cumfart 2
- 2009 : Drunk Sex Orgy: White Sensation
- 2010 : Best of Sex in Paris
- 2010 : Graphic DP 2
- 2010 : Soubrettes Services: Special Stars
- 2011 : Bi Fucks 2
- 2011 : Glamour Dolls 5
- 2011 : Double Anal Pounding
- 2012 : Jade Laroche Infinity
- 2012 : Assfucked MILFs
- 2012 : Drunk Sex Orgy: Der CFNM Kostümball
- 2013 : Poolhall Sex Junkies
- 2014 : Lesbian Conception

## Récompenses
- 2000: XRCO Awards – Best Threeway Sex Scene – Please 9: Sex Warz